# Griselles (Loiret)
Griselles és un municipi francès, situat al departament del Loiret i a la regió de Centre – Vall del Loira. L'any 2007 tenia 765 habitants.

## Demografia

### Població
El 2007 la població de fet de Griselles era de 765 persones. Hi havia 312 famílies, de les quals 66 eren unipersonals (31 homes vivint sols i 35 dones vivint soles), 125 parelles sense fills, 98 parelles amb fills i 23 famílies monoparentals amb fills.
La població ha evolucionat segons el següent gràfic:
Habitants censats

### Habitatges
El 2007 hi havia 425 habitatges, 316 eren l'habitatge principal de la família, 89 eren segones residències i 20 estaven desocupats. 417 eren cases i 4 eren apartaments. Dels 316 habitatges principals, 281 estaven ocupats pels seus propietaris, 26 estaven llogats i ocupats pels llogaters i 8 estaven cedits a títol gratuït; 4 tenien una cambra, 17 en tenien dues, 67 en tenien tres, 74 en tenien quatre i 153 en tenien cinc o més. 273 habitatges disposaven pel capbaix d'una plaça de pàrquing. A 137 habitatges hi havia un automòbil i a 162 n'hi havia dos o més.

### Piràmide de població
La piràmide de població per edats i sexe el 2009 era:
| Homes | Edats   | Dones |
| ----- | ------- | ----- |
| 0     | 95 o +  | 0     |
| 0     | 90 a 94 | 0     |
| 4     | 85 a 89 | 4     |
| 4     | 80 a 84 | 20    |
| 28    | 75 a 79 | 12    |
| 24    | 70 a 74 | 8     |
| 12    | 65 a 69 | 36    |
| 8     | 60 a 64 | 24    |
| 28    | 55 a 59 | 16    |
| 24    | 50 a 54 | 16    |
| 36    | 45 a 49 | 12    |
| 32    | 40 a 44 | 32    |
| 32    | 35 a 39 | 24    |
| 12    | 30 a 34 | 20    |
| 8     | 25 a 29 | 4     |
| 12    | 20 a 24 | 4     |
| 4     | 15 a 19 | 8     |
| 40    | 10 a 14 | 20    |
| 40    | 5 a 9   | 12    |
| 4     | 0 a 4   | 4     |

## Economia
El 2007 la població en edat de treballar era de 461 persones, 334 eren actives i 127 eren inactives. De les 334 persones actives 315 estaven ocupades (163 homes i 152 dones) i 19 estaven aturades (11 homes i 8 dones). De les 127 persones inactives 48 estaven jubilades, 42 estaven estudiant i 37 estaven classificades com a «altres inactius».

### Ingressos
El 2009 a Griselles hi havia 335 unitats fiscals que integraven 854 persones, la mediana anual d'ingressos fiscals per persona era de 18.970 €.

### Activitats econòmiques
Dels 32 establiments que hi havia el 2007, 1 era d'una empresa alimentària, 2 d'empreses de fabricació d'altres productes industrials, 7 d'empreses de construcció, 7 d'empreses de comerç i reparació d'automòbils, 1 d'una empresa de transport, 1 d'una empresa d'hostatgeria i restauració, 1 d'una empresa d'informació i comunicació, 4 d'empreses immobiliàries, 4 d'empreses de serveis, 2 d'entitats de l'administració pública i 2 d'empreses classificades com a «altres activitats de serveis».
Dels 6 establiments de servei als particulars que hi havia el 2009, 1 era una fusteria, 4 electricistes i 1 restaurant.
Dels 3 establiments comercials que hi havia el 2009, 1 era una botiga de menys de 120 m², 1 una fleca i 1 una joieria.
L'any 2000 a Griselles hi havia 16 explotacions agrícoles que ocupaven un total de 1.320 hectàrees.

## Equipaments sanitaris i escolars
El 2009 hi havia una escola elemental.

## Poblacions properes
El següent diagrama mostra les poblacions més properes.